# 페이트: 윙스의 전설
《페이트: 윙스의 전설》(영어: Fate: The Winx Saga)은 니켈로디언의 애니메이션 시리즈 《윙스 클럽》을 기반으로 한 실사 십대 드라마이다. 이기니오 스트라피가 기획하였으며, 이기니오 스트라피와 파라마운트 글로벌이 공동 소유한 스튜디오인 레인보우와 함께 아처리 픽처스에서 제작한다.
이기니오 스트라피는 니켈로디언의 소유주 바이어컴이 스튜디오의 공동 소유주가 되어 그의 프로젝트에 자금을 지원하기 시작한 후 2011년에 《윙스 클럽》의 실사 버전을 처음 제안했다. 《클럽 57》의 프로듀서로 일하면서 실사 텔레비전 드라마 경험을 쌓았다. 주요 촬영 작업은 2019년 9월 아일랜드에서 시작되었다.
애니메이션의 캐릭터를 기반으로 한 앙상블 캐스트를 특징으로 하며 애비게일 카우언이 주인공 블룸 역을 맡았다. 6개의 에피소드로 구성된 첫 번째 시즌은 2021년 1월 22일 넷플릭스에서 공개되었으며, 평가는 엇갈리고 있다.